# Pleurozia ferdinandi-muelleri
Pleurozia ferdinandi-muelleri là một loài rêu trong họ Pleuroziaceae. Loài này được Stephani mô tả khoa học đầu tiên.
Danh pháp khoa học của loài này chưa được làm sáng tỏ. 